# Kumar
|  | Per a altres significats, vegeu «Pangasi». |

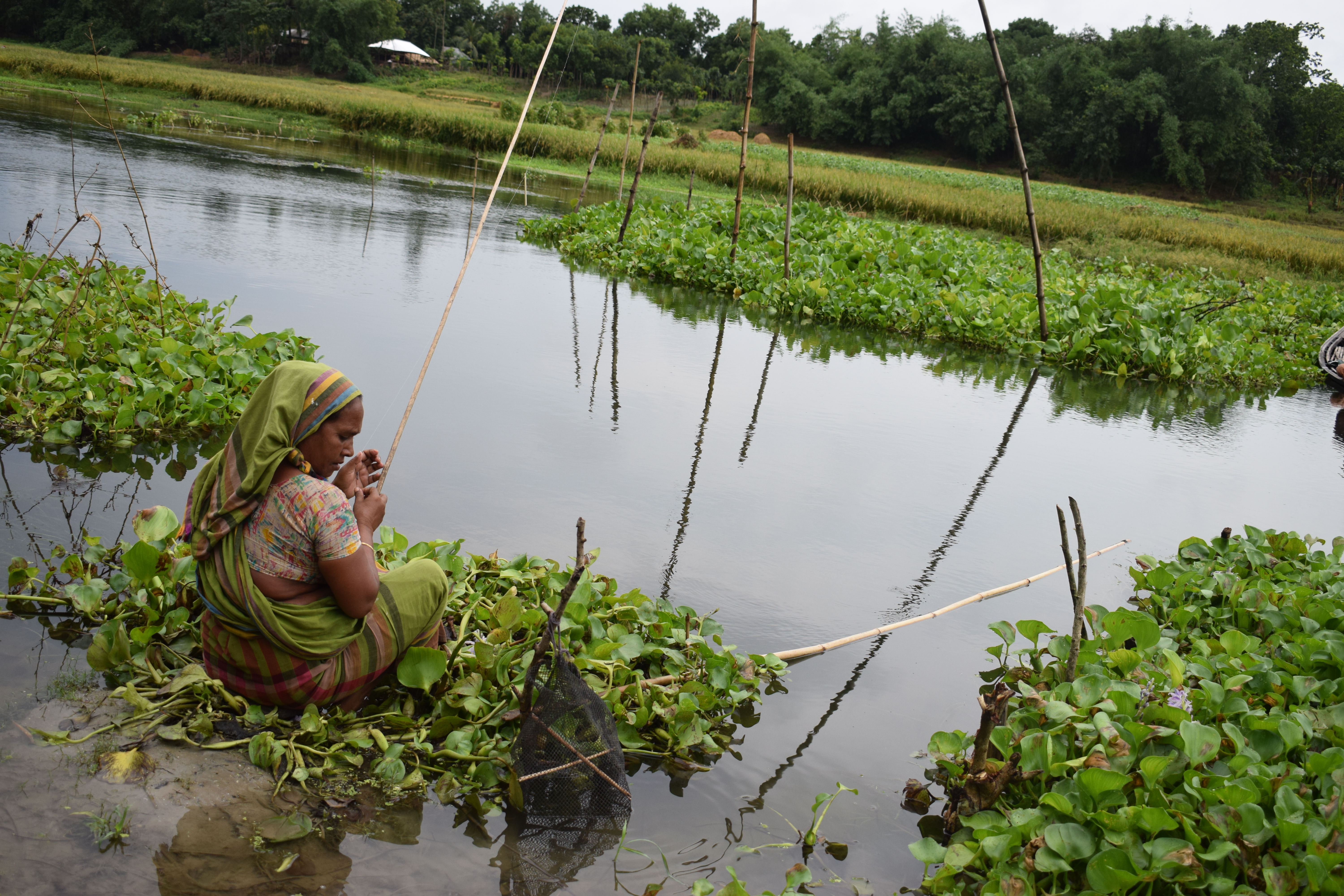
Imatge del riu Kumar, on una dona està pescant.

Kumar és un riu de Bangladesh al districte de Faridpur. És una branca del Chandna, del que surt prop de Madhukhali, uns quilòmetres a l'oest de la ciutat de Faridpur, i després d'un curs tortuós generalment en direcció ost o sud-est, desaigua al riu Arial Khan a Madaripur, a 23° 10′ 00″ N, 90° 15′ 45″ E / 23.16667°N,90.26250°E. És navegable per petits bots tot l'any.